# Добигал, Йозеф
Йозеф Добигал (нем. Josef Dobyhal; 13 июня 1779, Красовице, Пльзеньский край — 16 сентября 1864, Вена) — австрийский кларнетист и дирижёр чешского происхождения. Отец скрипача Франца Добигала.
В юные годы учился играть на множестве инструментов, но в 15-летнем возрасте, отправившись в Вену, остановил свой выбор на кларнете. С 1794 г. играл в оркестре венского Леопольдштадт-театра, в 1810—1824 гг. — в оркестре Кернтнертор-театра. Затем руководил военными оркестрами. Автор множества переложений популярной, в том числе оперной музыки для военного оркестра — по преданию, одно из таких переложений, основанное на музыке Джоакино Россини, произвело настолько сильное впечатление на композитора, что он затребовал партитуру для изучения собственного сочинения. В 1842 г. стал кларнетистом первого состава Венского филармонического оркестра.